# Kibou no Kakera
Kibou no Kakera là đĩa đơn thứ 8 của Kitade Nana, ra mắt ngày 10/4/2006. Nó được sử dụng làm opening theme thứ nhất cho anime series "Demashita! Powerpuff Girls Z". Kibou no kakera được trình bày bởi Nana trong Japan Expo 2007.

## Video
Nội dung của video clip Kibou no kakera là về một ban nhạc do Kitade Nana hát chính và các thành viên còn lại là "Thỏ", "Gấu", "Gấu Trúc". Ban nhạc này biểu diễn cả bài hát xuyên suốt video. Cuối video, các thành viên trở lại thành thú bông (Những con thú bông cỡ lớn) và Nana ôm lấy chúng.

## Tracklist
1. Kibou no kakera (Những mảnh hy vọng)
2. This is a Girl
3. Kibou no kakera (original karaoke)